# Jeravninská jezera
Jeravninská jezera (rusky Еравнинские озёра nebo Еравинские озёра) je skupina jezer na rozvodí Vitimu a Selengy v Burjatské republice v Rusku. Z většiny z nich odtéká voda řekou Choloj do řeky Vitim. Zdrojem vody jsou dešťové srážky tající sníh a led a také podzemní voda.

## Jezera

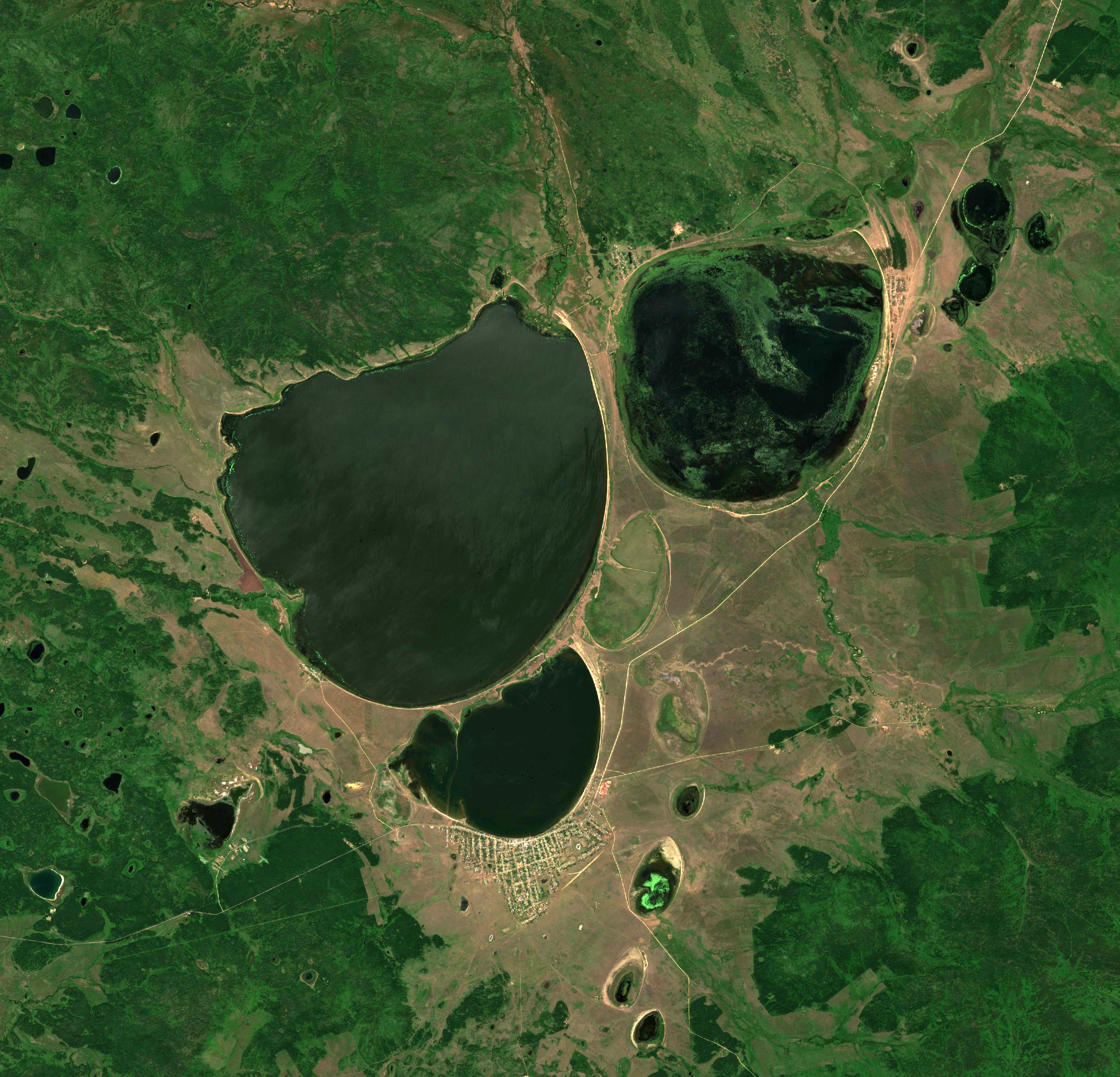
Jezera ze satelitu Sentinel-2 (2022)

| jezero                | rusky                 | komunální útvar                         | rozloha (km²) | délka (km) | šířka (km) | m.hl. (m) | objem (km³) | n.v. (m) |
| --------------------- | --------------------- | --------------------------------------- | ------------- | ---------- | ---------- | --------- | ----------- | -------- |
| Velké Jeravné jezero  | Большое Еравное озеро | Sosnovo-Ozjorskoe, Tuldun, Ulchasaaskoe | 104           | 14         | 13         | 10        | —           | 949      |
| Malé Jeravné jezero   | Малое Еравное озеро   | Sosnovo-Ozjorskoe, Širinga, Tuldun      | 60,5          | 9,7        | 8,4        | 3,5       | 0,1089      | 949      |
| Sosnové jezero        | Сосновое озеро        | Sosnovo-Ozjorskoe                       | 23,37         | 7,8        | 4,4        | 6         | 0,066       | 949      |
| Chajmisanovské jezero | Хаймисановское озеро  | Sosnovo-Ozjorskoe                       | 6,6           | 4,2        | —          | —         | —           | —        |